# Božec
Božec (německy Boschetz) je vesnice a část obce Krakovany v okrese Kolín. Nachází se asi půl kilometru severně od Krakovan. Božec je také název katastrálního území o rozloze 2,81 km².

## Historie
První písemná zmínka o vesnici pochází z roku 1371.